# Matalebreras
Matalebreras és un municipi de la província de Sòria, a la comunitat autònoma de Castella i Lleó. Limita amb Muro de Ágreda, Ólvega, Montenegro de Ágreda, Castilruiz i Fuentestrún.